# Henrik Jørgensen
 Der er flere personer med dette navn, se Henrik Jørgensen (flertydig).
Henrik Høve Jørgensen (født 10. oktober 1961 i København, død 26. januar 2019 ved Sorthat-Muleby) var en dansk langdistanceløber.

## Idrætskarriere
Henrik Jørgensen betragtes som en af Danmarks bedste løbere nogensinde. Han begyndte med atletik og stillede op for Herlev IF. Klubben i Herlev, hvor Henrik Jørgensen boede hele sin barndom, var en veritabel talentfabrik for mellem- og langdistanceløbere. Blandt disse bør nævnes den tre år ældre Flemming Jensen, der stadig sidder på den danske rekord på forhindringsløb. Gruppen blev trænet af Henrik Jørgensens far, Knud Erik Jørgensen, hvis sværeste opgave var at tøjle disse unge, der af egen drift trænede i et omfang og km-tal, der ikke var set tidligere i Danmark. Men samtidig her med var gruppen præget af en traditionel, bred atletikopdragelse og et nært kammeratskab. På sigt var det umuligt for klubben i Herlev at holde på og videreudvikle dette unikke kuld, der i 1980'erne spredtes for alle vinde. Han var en tid frem til 1982 på Iowa State University. I 1987 fortsatte Henrik Jørgensen karrieren i Københavns IF. 
Han vandt 16 danske seniormesterskaber og er indehaver af flere danske ungdoms- såvel som seniorrekorder og var den første dansker til at løbe 10 000 meter under 28 minutter og 5000 meter under 13:30 min., det mest opsigtsvækkende resultat er hans maratonrekord. Den blev sat da han blev nummer fem ved London Marathon i 1985 i tiden 2:09,43, hvilket også i 30 år var nordisk rekord til den 2017 blev slået af den norske løber Sondre Moen. Rekorden var stadig ved hans død dansk rekord. Han vandt London Marathon i 1988 med tiden 2.10.20. Desuden vandt han Copenhagen Marathon i 1982 og 1983 og blev nummer to i Berlin Marathon i 1986. Ved London Marathon 1983 havde løb han distancen på en uofficiel U21-verdensrekordtid på 2:10,47. Han har også løbsrekorden fra Eremitageløbet, som han vandt fire gange. 
Henrik Jørgensen repræsenterede Danmark på maratondistancen ved de olympiske lege to gange. Ved OL i Los Angeles i 1984 blev han nummer 19, mens han blev nummer 22 fire år senere i Seoul. Han blev nummer 19 med tiden 2:14,10 ved VM 1983 i Helsinki, 1987 blev han nummer ni ved VM i Rom med tiden 2:14,58. Han satte desuden rekorden for Eremitageløbet (13,3 km), sat i 1987 med 38.40 minutter, en rekord der fortsat gælder pr. 2022.
Han var som aktiv 178 cm høj og vejede 59 kg.

## Efter karrieren
Henrik Jørgensen er forfatter til bogen Løbeskolen.
Han modtog i 2015 som den første den bornholmske sportsanderkendelse Sport of Excellence.
Hans datter, Anna Holm, er ligeledes langdistanceløber og deltog ved OL 2016.
Henrik Jørgensen døde 2019 nær sit hjem i Sorthat-Muleby ved Rønne på Bornholm, da han fik hjertestop under sin daglige løbetur på ti kilometer. Han blev 57 år. 
Den 23. februar 2019 blev der på Østerbro afholdt et mindeløb. Det foregik med start og mål ved Østerbro Stadion. Ruten gik gennem Fælledparken og rundt om Søerne og var på 10 km.

## Rekorder

### Personlige rekorder
- 1500 meter: 3.46,2
- 3000 meter: 7.55,92
- 5000 meter: 13.27,76
- 10.000 meter: 27.57,98
- Halvmaraton 1.02.07
- Maraton: 2.09.43
- 3000 meter forh. 9.15,9

### Nordiske rekorder
19 års rekorder
- 10.000 meter: 29.00,3 (sat 29-05-1980)

### Danske rekorder
Seniorrekorder
- Maraton: 2.09.43 (sat 21-04-1985, holdt til 29-09-2024[6])
- 15 km: 43.42 (sat 13-12-1986)

U23-rekorder
- 3000 meter: 7.55,92 (sat 05-08-1982)
- 5000 meter: 13.30,06 (sat 07-07-1982)
- 10.000 meter: 28.06,74 (sat 07-08-1983)

Juniorrekorder
- 5000 meter 13.50,9 (sat 15-07-1980[kilde mangler])
- 10.000 meter 29.00,3 (sat 29-05-1980)
- 1500 meter forhindringsløb: 4.13,1 (sat 01-09-1979)

19 års rekorder
- 5000 meter: 13.50,9 (sat 15-07-1980)
- 10.000 meter: 29.00,3 (sat 29-05-1980)

18 års rekorder
- 5000 meter: 14.11,1 (sat 05-08-1979)
- 10.000 meter: 29.36,6 (sat 04-09-1979)
- 1500 meter forhindringsløb: 4.13,1 (sat 01-09-1979)